# Спорт в Сент-Люсии
Крикет и футбол — самые популярные виды спорта в Сент-Люсии.

## Крикет
Сэмми Даррен стал первым и единственным жителем Сент-Люсии, вызванным в сборную Вест-Индии по крикету. Надин Джордж — одна из ведущих крикетистов Сент-Люсии. Она была назначена капитаном команды Вест-Индии.

## Лёгкая атлетика
Сент-Люсия также является родиной Леверн Спенсер, прыгуньи в высоту, обладательницы национального рекорда 1,94 метра. Она завоевала медали Панамериканских игр Содружества и Игр CAC.
Эдвардс Дарвин является обладателем национального рекорда Сент-Люсии по прыжкам в высоту среди мужчин — 2,31 м. Он завоевал бронзовую медаль на Чемпионате Центральной Америки и Карибского бассейна по легкой атлетике 2011 года.

## Другое
Нетбол, регби, плавание, баскетбол, теннис, гольф и волейбол также популярны на острове.